# Kendalrejo (Tegaldlimo)
Kendalrejo is een bestuurslaag in het regentschap Banyuwangi van de provincie Oost-Java, Indonesië. Kendalrejo telt 4591 inwoners (volkstelling 2010).